# Лихтенштейн на зимних Олимпийских играх 2006
Спортсмены Лихтенштейна принимали участие в зимних Олимпийских играх 2006 в Турине, Италия.

## Горнолыжный спорт
| Спортсмен        | Дисциплина       | Результат       | Результат       | Результат       | Результат       | Результат       |
| Спортсмен        | Дисциплина       | 1 попытка       | 2 попытка       | 3 попытка       | Итог            | Место           |
| ---------------- | ---------------- | --------------- | --------------- | --------------- | --------------- | --------------- |
| Марко Бюхель     | Скоростной спуск | н/а             | н/а             | н/а             | 1:50.04         | 7               |
| Марко Бюхель     | Супергигант      | н/а             | н/а             | н/а             | 1:31.22         | 6               |
| Марко Бюхель     | Слалом-гигант    | Не финишировал  | Не финишировал  | Не финишировал  | Не финишировал  | Не финишировал  |
| Клаудио Шпрехер  | Скоростной спуск | н/а             | н/а             | н/а             | 1:53.34         | 35              |
| Клаудио Шпрехер  | Супергигант      | Не финишировал  | Не финишировал  | Не финишировал  | Не финишировал  | Не финишировал  |
| Клаудио Шпрехер  | Слалом-гигант    | Не финишировал  | Не финишировал  | Не финишировал  | Не финишировал  | Не финишировал  |
| Клаудио Шпрехер  | Комбинация       | 1:41.01         | 51.77           | 51.30           | 3:24.08         | 32              |
| Джессика Вальтер | Слалом           | 45.37           | 49.73           | н/а             | 1:35.10         | 32              |
| Тина Вейратер    | Скоростной спуск | Не финишировала | Не финишировала | Не финишировала | Не финишировала | Не финишировала |
| Тина Вейратер    | Супергигант      | н/а             | н/а             | н/а             | 1:35.34         | 33              |

Примечание: В мужской комбинации 1 попытка — скоростной спуск, 2 и 3 попытки — слалом. В женской комбинации 1 и 2 попытки — слалом, 3 попытка — скоростной спуск.

## Лыжные гонки
Distance
| Спортсмен     | Дисциплина                   | Результат | Результат |
| Спортсмен     | Дисциплина                   | Итог      | Место     |
| ------------- | ---------------------------- | --------- | --------- |
| Маркус Хаслер | Гонка на 30 км с масс-старта | 1:17:10.9 | 11        |
| Маркус Хаслер | Гонка на 50 км с масс-старта | 2:08:29.0 | 39        |